# Daniela Zandegiacomo
Daniela Zandegiacomo (Auronzo di Cadore, ...) è un'ex giocatrice di curling italiana, del Curling Club Auronzo.

## Carriera Sportiva

### Nazionale
Il suo esordio con la maglia azzurra è con la nazionale italiana junior femminile di curling nel campionato mondiale junior del 1989 disputato a Markham, in Canada, in quell'occasione l'Italia si piazzò al decimo posto. Il 22 marzo 1989 nella partita contro la squadra statunitense terminata 16 a 0 per le americane partecipa alla peggior sconfitta della nazionale italiana junior femminile di curling di sempre.
Daniela partecipò a tre mondiali junior con la nazionale junior totalizzando 27 partite.
Nel 1992 entra nella formazione della nazionale femminile, dove rimarrà fino al 1995. Daniela ha disputato con la nazionale sette europei ed un World Challage Round totalizzando 50 partite con la nazionale assoluta (su 77 partite in cui ha rappresentato la nazionale).
Il miglior risultato ottenuto dall'atleta è l'8º posto ai campionati europei disputati a Engelberg, in Svizzera, nel 1989.
CAMPIONATI
Nazionale junior
- Mondiali junior
  - 1989 Markham ( Canada) 10°
  - 1990 Portage la Prairie ( Canada) 9°
  - 1991 Glasgow ( Scozia) 9°

Nazionale assoluta
- Europei
  - 1989 Engelberg ( Svizzera) 8°
  - 1990 Lillehammer ( Norvegia) 11°
  - 1991 Chamonix ( Francia) 10°
  - 1992 Perth ( Scozia) 9°
  - 1993 Leukerbad ( Svizzera) 11°
  - 1994 Sundsvall ( Svezia) 13°
  - 1995 Grindelwald ( Svizzera) 12°
- World Challenge Round
  - 1989 Engelberg ( Svizzera) 5°

### Campionati italiani
Daniela ha partecipato ai campionati italiani di curling con il Curling Club Auronzo e divenendo 4 volte campionessa d'Italia.
- Italiani assoluti:
  - 1992 
  - 1993 
  - 1994 
  - 1995

## Altro
Daniela è sorella dei giocatori di curling Davide Zandegiacomo, Gianpaolo Zandegiacomo e Carla Zandegiacomo.